# パープルストライプドジェリーフィッシュ
パープルストライプドジェリーフィッシュ （Chrysaora colorata）は、ヤナギクラゲ属に属するクラゲの一種。カリフォルニア州沖に生息する。

## 形態
傘の直径は最大70 cmで、放射状の縞模様がある。触手を含めた全長4.5 mの個体が観察されている。触手は年齢によって色や形態が異なるが、一般に8本の周辺の長い黒い腕と中央の4本のフリルのついた口の腕で構成されている。

## 生態
水流に乗って移動し、主に動物プランクトンを捕食する。イチョウガニ属の幼体と共生しており、カニの幼体は有毒の触手で身を守る代わりにクラゲを食べる端脚類を捕食する。オサガメに捕食される。